# Raveniola micropa
Espèce
Synonymes
- Brachythele micropa Ausserer, 1871

Raveniola micropa est une espèce d'araignées mygalomorphes de la famille des Nemesiidae.

## Distribution
Cette espèce est endémique de la province de Bursa en Turquie,.

## Description
La femelle holotype mesure 13 mm.
Le mâle décrit par Zonstein, Kunt et Yağmur en 2018 mesure 11,07 mm et la femelle 10,40 mm.

## Systématique et taxinomie
Cette espèce a été décrite sous le protonyme Brachythele micropa par Ausserer en 1871. Elle est placée dans le genre Raveniola par Zonstein en 1987.

## Publication originale
- Ausserer, 1871 : Beiträge zur Kenntniss der Arachniden-Familie der Territelariae Thorell (Mygalidae Autor). Verhandllungen der Kaiserlich-Kongiglichen Zoologish-Botanischen Gesellschaft in Wien, vol. 21, p. 117-224 (texte intégral).